# Benedikt Büdenbender
Benedikt Büdenbender (* 31. Juli 1989 in Siegen) ist ein deutscher Politiker (CDU) und seit 2025 Mitglied des Deutschen Bundestages.
Benedikt Büdenbender studierte nach seinem Abitur im Jahr 2009 am Gymnasium Netphen von 2009 bis 2012 Geschichte und Politikwissenschaft an der Justus-Liebig-Universität Gießen mit einem Austauschsemester am Trinity College. Nach einem Praktikum bei dem damaligen Abgeordneten des Europäischen Parlament Peter Liese absolvierte er von 2013 bis 2019 ein Masterstudium in Politikwissenschaft an der Philipps-Universität Marburg. Er war von 2014 bis 2023 Mitarbeiter im Abgeordnetenbüro des damaligen Bundestagsabgeordneten Volkmar Klein sowie von 2023 bis zu seinem Einzug in den Bundestag 2025 für eine Unternehmensberatung tätig.
Büdenbender ist seit 2014 Mitglied im Rat der Stadt Netphen und war von 2012 bis 2018 Kreisvorsitzender der Jungen Union Siegen-Wittgenstein. Bei der Bundestagswahl 2025 gewann er als Direktkandidat der CDU 34,1 % der Stimmen im Bundestagswahlkreis Siegen-Wittgenstein und zog damit als Abgeordneter in den 21. Deutschen Bundestag ein.